# MAP4K5
La proteína quinasa quinasa quinasa quinasa 5 activada por mitógenos es una enzima que en humanos está codificada por el gen MAP4K5.
Este gen codifica un miembro de la familia de la proteína quinasa serina/treonina, que es muy similar a la quinasa SPS1/STE20 de levadura. La levadura SPS1 / STE20 funciona cerca del comienzo de las cascadas de señales de la quinasa MAP que es esencial para la respuesta de feromonas de levadura. Se demostró que esta quinasa activa Jun quinasa en células de mamíferos, lo que sugiere un papel en la respuesta al estrés. Para este gen se han descrito dos variantes de transcripción empalmadas alternativamente que codifican la misma proteína.

## Interacciones
Se ha demostrado que MAP4K5 interactúa con CRKL y TRAF2 .